# Delias mysis
Delias mysis is een dagvlinder uit de familie witjes, Pieridae. 

## Kenmerken
The Union Jack Butterfly is een bijnaam die de vlinder te danken heeft aan het uiterlijk van de onderzijde van de mannelijke vlinders, waarvan de patronen en kleuren een gelijkenis oproepen met de Union Jack. Bij de vrouwtjes ontbreekt de rode kleur aan de onderzijde. De bovenkant van de vleugels is wit met zwarte randen aan de voorkant van de voorvleugels en aan de achterkant van de achtervleugels. De variëteit is groot in de tekening, er zijn daardoor ook veel ondersoorten beschreven. De spanwijdte bedraagt tussen de 60 en 70 millimeter. 

## Verspreiding en leefgebied
De vlinder komt voor op het Australische continent en omliggende eilanden.

## Waardplanten
De waardplanten behoren tot het geslacht Viscum en andere soorten uit de plantenfamilie Loranthaceae.